# Gladys Berejiklian
Gladys Berejiklian, född 22 september 1970, är en australisk politiker i New South Wales Legislative Assembly och den första politikern med armeniskt påbrå i New South Wales parlament. Hon var mellan 3 april 2011 och 2 april 2015 New South Wales transportminister. Hon tillträdde som delstatens premiärminister 23 januari 2017.
Den 1 oktober 2021 meddelade Independent Commission Against Corruption att det skulle utreda Berejiklian för uppvigling till korruption. Till följd av detta meddelade Berejiklian senare samma dag att hon skulle avgå som premier och som ledamot för Willoughbys valkrets. Senare samma år uppmuntrades hon av Australiens premiärminister Scott Morrison att kandidera till Australiens parlament som ledamot för valkretsen Warringah. Berejiklian kungjorde 10 december 2021 att hon inte ämnade att kandidera till det federal parlamentet och även sin avsikt att avgå som ledamot av New South Wales parlament 30 december 2021.
Med en marginal på färre än 150 röster valdes hon till ledamot för Willoughby för första gången 2003.